# مينوري تشيهارا
مينوري تشيهارا (茅原実里 تشيهارا مينوري) هي مطربة ومؤدية أصوات يابانية ولدت في 18 نوفمبر في أوتسونوميا.

## أدوارها في الأنمي

### مسلسلات أنمي تلفزيونية
- ديت ا لايف - إيزايوي ميكو
- كآبة هاروهي سوزوميا - يوكي ناغاتو
- إختفاء ناغاتو يوكي-تشان - يوكي ناغاتو
- النجم المحظوظ - مينامي إيواساكي
- برج درواغا 〜the Aegis of URUK〜 - كوبا
- برج درواغا 〜the Sword of URUK〜 - كوبا
- دراغونوت -ذا ريزونانس- - توا
- إيكي توسن Dragon Destiny - تشوهي إيكيتوكو
- إيكي توسن Great Guardians - تشوهي إيكيتوكو
- إيكي توسن XTREME XECUTOR - تشوهي إيكيتوكو
- سيكيماتسو أوكالت غاكوين - ميكازي ناكاغاوا
- NEEDLESS - كوتشيناشي
- غا-راي زيرو - كاغورا تسوتشيميا
- مينامي-كيه - تشياكي مينامي
- عندما تبكي النوارس - ساكوتارو
- هورايزون على الحافة - هورايزون أراداست
- كيوكاي نو كاناتا - ميتسوكي ناسي
- هيوكا - يوري كونوسو
- عشيقة (مؤقتة) - ماهيرو ناتسومي
- صوت! يوفونيوم - كاوري ناكاسيكو

### أنمي الإنترنت
- كآبة سوزوميا هاروهي-تشان - يوكي ناغاتو
- نيورون تشورويا-سان - يوكي ناغاتو

### أوفا أنمي
- ماي أوتومي 0~S.ifr~ - راكويل مايول

### أفلام أنمي
- اختفاء هاروهي سوزوميا - يوكي ناغاتو

## وصلات خارجية
- مينوري تشيهارا على موقع IMDb (الإنجليزية)
- مينوري تشيهارا على موقع ميوزك برينز (الإنجليزية)
- مينوري تشيهارا على موقع ديسكوغز (الإنجليزية)
- مينوري تشيهارا على موقع قاعدة بيانات الفيلم (الإنجليزية)
- مينوري تشيهارا على موقع ANN person (الإنجليزية)